# 'Ulayya bint al-Mahdī

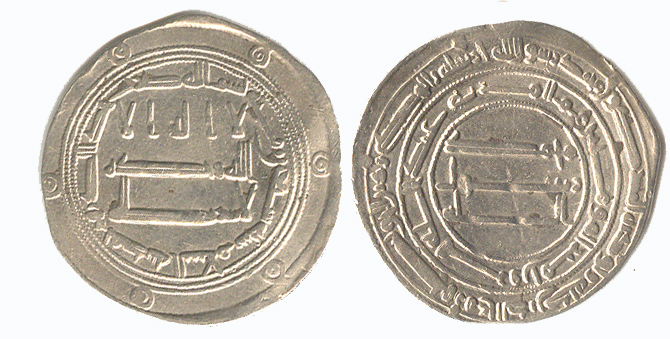
Dinar emitido por el medio hermano de ‘Ulayya, Rashid, año 170 después de la hégira.

‘Ulayya bint al-Mahdī (777-825; 160-210 AH) fue una princesa abasí, conocida por su notable legado como poetisa y compositora.

## Biografía
‘Ulayya fue una de las hijas del tercer califa abasí al-Mahdi, quien reinó entre los años 775 y 785, y fue famoso por promover la poesía y la música en su reino. Su madre fue una cantora y concubina llamada Maknüna. Parece ser que, como su padre falleció cuando ella era muy pequeña, Ulayya fue criada por su medio hermano Harún al-Rashid.
‘Ulayya fue una princesa y, como su hermano paterno, Ibrahim ibn al-Mahdi, fue una notable poetisa y compositora. Se cree que superó a su hermano en habilidades y que "aunque no era la única princesa que componía canciones y poemas, era la más dotada". Sus poemas constan de piezas cortas diseñadas para ser cantadas en el estilo muhdath, tratan sobre el amor, la amistad y el anhelo del hogar, pero también incluyen elogios a Harun, al califa, y a los ataques sobre los enemigos.'
La fuente de inspiración vital para Ulayya es el Kitab al-Aghani de Abu'l-Faraj al-Isfahani. Esta y otras fuentes retratan a 'Ulayya como una mujer cumplida que fácilmente podría vivir en la corte, pero que tendía a ser demasiado tímida como para llevar a cabo una prominente vida pública. Ella era inmensamente rica y poseía muchas esclavas, tuvo muy buena relación con sus poderosos hermanos, a pesar de que hay poca evidencia de su devoción religiosa.: 66–68, 74 
‘Ulayya se casó con un príncipe abasí, pero sus poemas de amor estaban dirigidos a dos esclavos. Una de sus anécdotas más famosas hace referencia a:

su relación con un miembro del servicio del palacio de al-Rashid, un Khadim llamado Tall, al cual le dedicaba versos de amor. Cuando al-Rashid le prohibió pronunciar su nombre, ella siguió su orden al pie de la letra, incluso evitando pronunciar una línea del Sura al-Baqara en la que constaba el término Tall. Cuando el Califa se enteró de esto se inclinó y le presentó al siervo Tall como regalo. En este caso, su piedad se convirtió en un medio para obtener una recompensa bastante mundana.
: 77  

## Poesía
Un ejemplo de la poesía de Ulayya es:

Retenía el nombre de mi amor y me lo seguía repitiendo a mi misma.

Oh, cómo anhelo un espacio vacío para llamar el nombre que amo.

## Ediciones
- al-Ṣūlī, Abū Bakr, Ash‘ār awlād al-khulafā' wa-akhbāruhum, ed. Por J. Heyworth Dunne, 3.º edn (Beirut: Dār al-Masīra, 1401/1982), pp. 64–76.